# Хамада Тунасин
Хамада Тунасин (арап. Hamada Tounassine) је каменита пустиња (хамада) на западу Алжира. Захвата површину од око 50.000 km². Простире се између ерга Рауј на северу и Еглаба на југу, као и између хамаде ди Дра и оазе Тиндуф на западу. Одлукују је пространи каменити платои и заравни, пустињска клима, оскудица у падавинама и веома високе температуре са израженим дневним амплитудама. Хамада Тунасин је саставни део пустиње Сахара.